# Poa binodis
Poa binodis är en gräsart som beskrevs av Keng f. och Liang Liu. Poa binodis ingår i släktet gröen, och familjen gräs. Inga underarter finns listade i Catalogue of Life.